# Leonardo Suárez
Leonardo 'Leo' Gabriel Suárez (San Martín, 30 maart 1996) is een Argentijns voetballer die doorgaans als vleugelspeler speelt. Na vijf jaar in Spanje te hebben gespeeld, en wel voor Villarreal CF, Real Valladolid en RCD Mallorca, emigreerde hij in 2020 naar Club América in Mexico.

## Clubcarrière
Suarez debuteerde in 2014 in het eerste elftal van Boca Juniors. In december 2014 werd hij voor een bedrag van twee miljoen euro verkocht aan Villarreal CF, waar hij een vijfjarig contract tekende. Op 17 december 2016 debuteerde de Argentijn in de Primera División tegen Sporting Gijón. Tijdens het seizoen 2018/19 werd hij eerst verhuurd aan reeksgenoot Real Valladolid en daarna aan RCD Mallorca. In 2020 werd hij ingelijfd door Club América uit Mexico.

## Interlandcarrière
Suárez kwam uit voor meerdere Argentijnse nationale jeugdelftallen. In 2015 debuteerde hij in Argentinië –20.

## Erelijst
| Zuid-Amerikaans kampioen -17 | 1x | 2013 |
| Zuid-Amerikaans kampioen –20 | 1x | 2015 |